# 大洋城 (马里兰州)
大洋城（縮寫OC 或 OCMD），正式名稱為大洋城鎮（Town of Ocean City），是美國馬里蘭州烏斯特郡緊臨大西洋的度假城鎮。大洋城是美國中大西洋地區著名的旅遊地，在2010年的調查中人口為7,102人，屬於梳士巴利都會區。但在夏天的周末，本城會有 320,000 至345,000 位遊客，每年遊客高達八百萬人。因此在夏天大洋城是馬里蘭州第二大城。

## 歷史

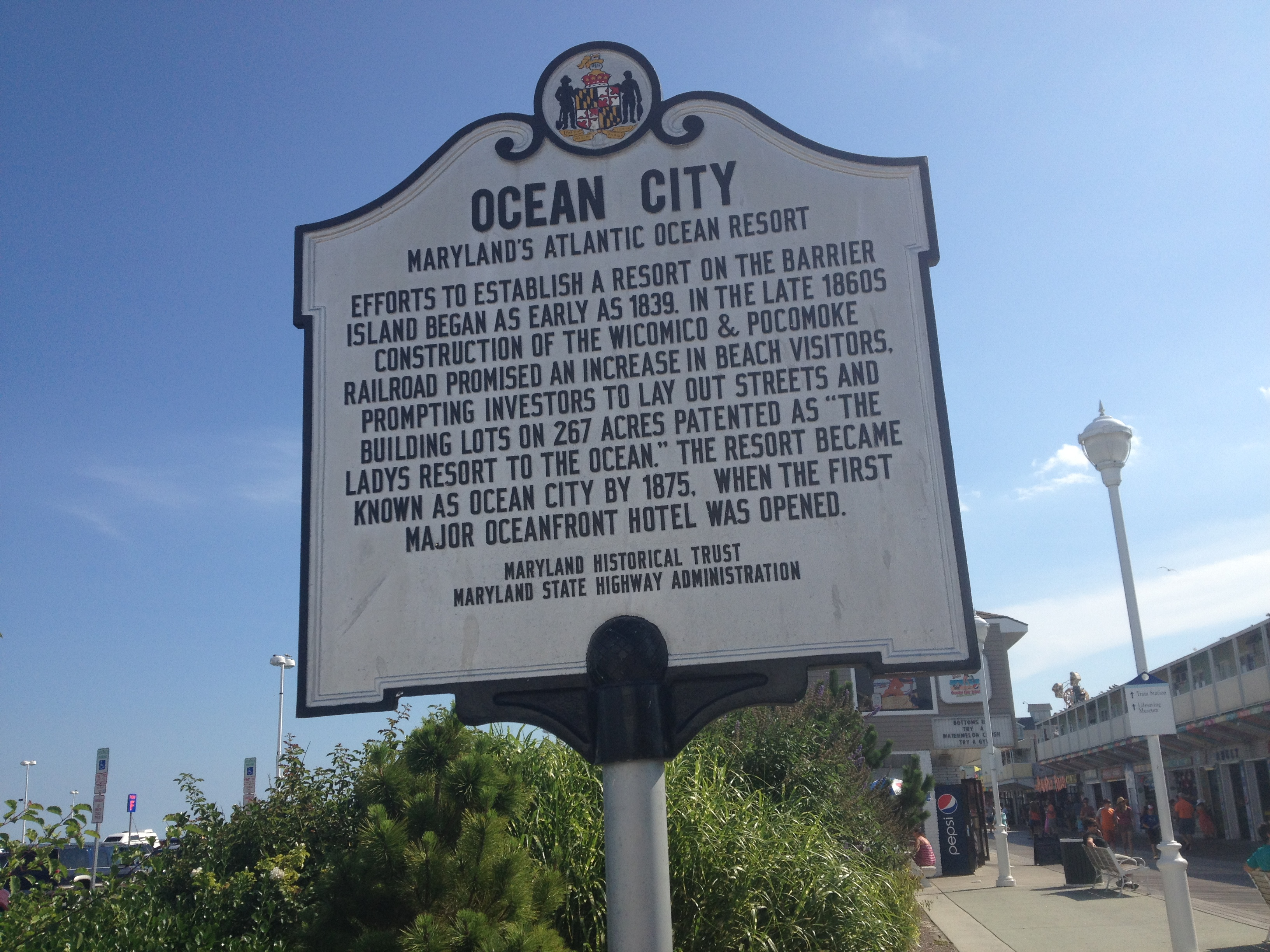
一面大洋城歷史告示牌，簡要說明本鎮歷史；2013年8月.

大洋城所在地是英國人湯瑪斯‧芬維克（Thomas Fenwick）從印地安人手中取得的。1869年建立了第一座商業性的海濱小屋。當時遊客搭乘馬車與渡輪抵達，出海釣魚並享受沙灘、撿拾貝殼。1875年7月4日，鎮上開設了第一家較大的旅館。

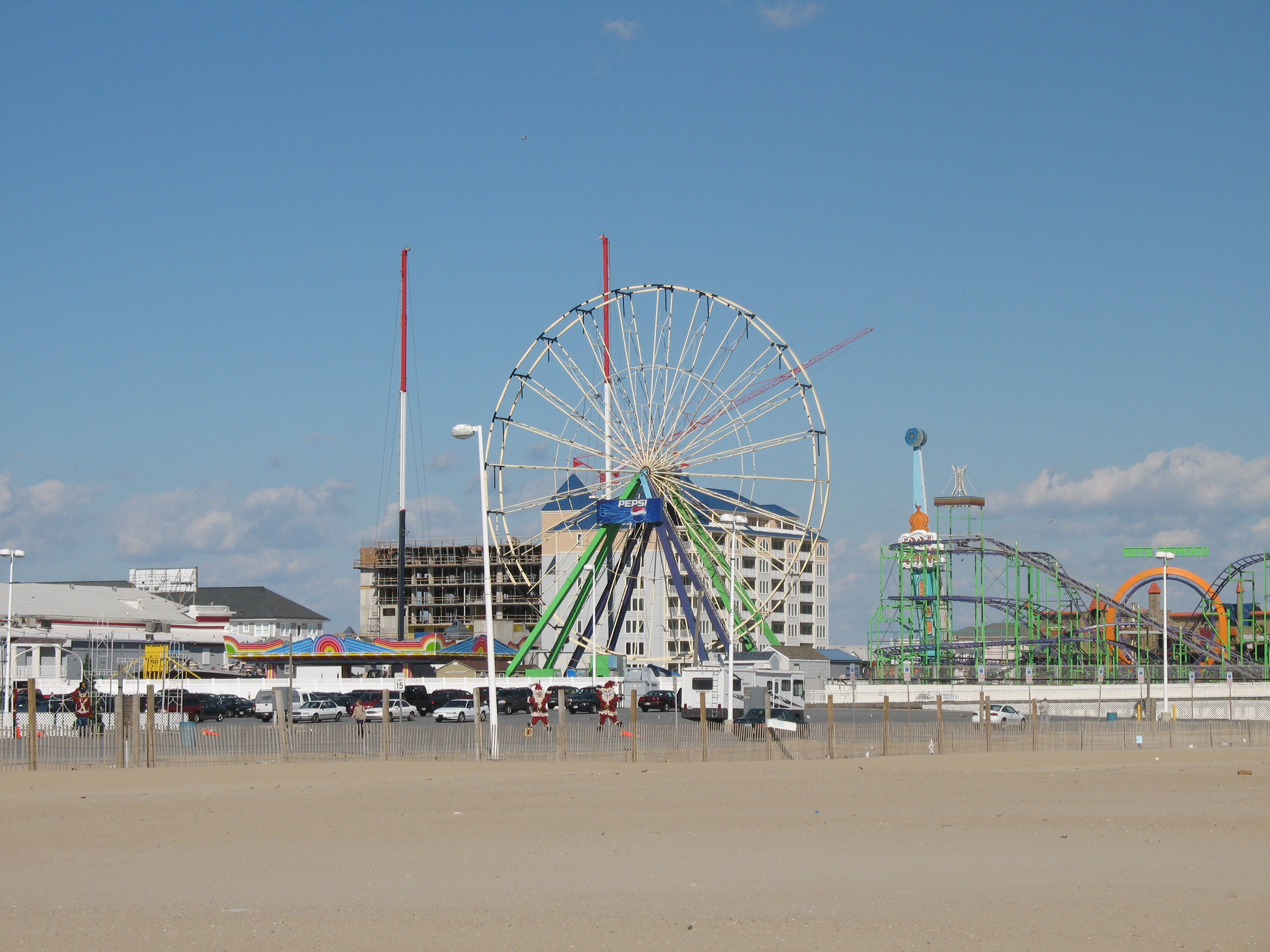
淡季時的大洋城海口

1933年的一次大颶風摧毀了跨越Sinepuxent Bay的鐵路，也形成了大洋城海口（Ocean City Inlet），將大洋城與阿薩提格島（Assateague Island）分開。美國陸軍工兵署裡藉此機會將大洋城南端的開口永久化，使得船隻更容易進出大西洋，大洋城從此成為中大西洋地區重要的漁港。

## 外部連結
- Town of Ocean City, MD Official Site* （页面存档备份，存于）
- Photograph - Motion of the Ocean
- Photograph - Seafoam in the Sunlight